# نظرية الاتصال

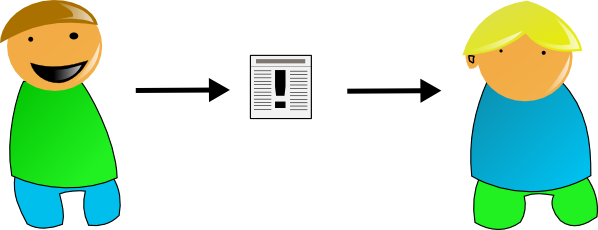
اٍتصال بسيط بين مرسل يبعث رسالة بها معلومات ومستقبل

نظرية الاتصال أو التواصل هي دراسة مبادئ نقل المعلومات ووسائل إيصالها مثل الطباعة والإذاعة والتلفزة وما يشبهها.

## الاتصال
الاتصال  ترجع كلمة اتصال Cummunication إلى الكلمة اللاتينية Cuommunis (ومعناها Common) أي مشترك أو عام، وبالتالي فإن الاتصال كعملية يتضمن المشاركة أو التفاهم حول شيء أو فكرة أو إحساس أو اتجاه أو سلوك أو فعل ما. ويعد الاتصال من أقدم أوجه النشاط الإنساني.
يقول الباحث جورج لندربج: إن كلمة «اتصال تستخدم لتشير إلى التفاعل بواسطة العلامات والرموز، وتكون الرموز عبارة عن حركات أو صور أو لغة أو أي شيء آخر تعمل كمنبه للسلوك، أي أن الاتصال هو نوع من التفاعل الذي يحدث بواسطة الرموز.»
وتتبنى جيهأن رشتي تعريف الاتصال بأنه: «العملية التي يتفاعل بمقتضاها متلقي ومرسل الرسالة - كائنات حية أو بشر أو آلات - في مضامين اجتماعية معينة، وفيها تُنْقَل أفكار ومعلومات (منبهات) بين الأفراد عن قضية أو معنى أو واقع معين، فالاتصال يقوم على مشاركة المعلومات والصور الذهنية والآراء».
ويُعرِّف محمد عبد الحميد الاتصال بأنه: «العملية الاجتماعية التي تُتَبَادَل بمقتضاها المعلومات والآراء والأفكار في الرموز الدالة، بين الأفراد أو الجماعات داخل المجتمع، وبين الثقافات المختلفة، لتحقيق أهداف معينة» وهو عملية نقل المعلومات من شخص لآخر، وهي العملية التي تتضمن (مرسل,مستقبل, رسالة ،وسيلة او اداة الارسال،وفي بعض الاحيان "الأثر).والاثر يعني كيفية تأثير الرسالة على المتلقي.

## مكونات نموذج الاتصال (الأساسية)
(مرسل – رسالة - متلقي - وسيلة)
- المرسل: يطلق عليه أحياناً المصدر، ويشمل هذا المعنى أنشطة اتصالية متعددة تتركز جميعها حول إرسال المعلومة سواء بالكلام أو بالرمز أو غيرها.
- الرسالة: كل ما يُنَقَّل ويُتَبَادَل بين المرسل والمُستقبِل، ومعنى ذلك أن الرسالة تعني أي شيء يقوله الإنسان أو يفعله ويحمل معنى إلى الآخرين.
- المُستقبِل: يطلق عليه أحياناً المتلقي، ويشمل هذا المعنى أنشطة اتصالية متعددة تتركز حول استقبال المعلومة وتفكيك رموزها وفهمها.
- الوسيلة: هي القناة التي تحمل الرسالة أو معانيها وتنقلها إلى الآخرين، ويطلق عليها أحيانا الوسيط الذي يربط بين المرسل والمُستقبِل.

## أنواع الاتصال
1. ذاتي
2. شخصي
3. جمعي
4. جماهيري
5. عام
6. وسيطي

ويوجد أيضا نوع آخر من أنواع الاتصال من حيث اللغة المستخدمة، ويرى المهتمون بالاتصال الإنساني أن كلمة لغة لا ينبغي أن تقتصر على اللغة اللفظية وحدها، ولذلك فهم يعتبرون كل فهم منظَّم ثابت يعبر به الإنسان عن فكرة تجور بخاطره أو إحساس يجيش بصدره- لغة قائمة بذاتها. قياساً على ذلك فإن التعبير بالصور والموسيقى والحركة واللون يصبح لغة إذا حقق الإنسان هدفه في نقل أحاسيسه وأفكاره إلى الغير، وترى سوزان لانجر ضرورة توافر خاصيتين أساسيتين في اللغة هما:
1. أن تتكون اللغة من مجموعة من المفردات تحكم تركيبها وترتيبها قواعد خاصة تمنح هذه المفردات معاني خاصة.
2. أن يكون لبعض هذه المفردات نفس المعنى الذي تعبر عنه مجموعة من المفردات الأخرى، فيستطيع الإنسان أن يعبر عن معظم المعاني بطرق مختلفة، ويُلاحظ أن فكرة إنشاء القواميس والمعاجم تعتمد على هذه الخاصية.

يمكن تقسيم الاتصال الإنساني حسب اللغة المستخدمة فيه إلى مجموعتين أساسيتين هما:

### الاتصال اللفظي
يدخل ضمن هذا التقسيم كل أنواع الاتصال التي يستخدم فيها اللفظ كوسيلة لنقل رسالة من مصدر إلى متلقي، ويكون هذا اللفظ منطوقاً فيدركه المستقبل اعتماداً على حاسة السمع. وقد بدأ استخدام اللغة اللفظية في التفاهم الإنساني عندما تطورت المجتمعات وأصبحت قادره على صياغة كلمات ترمز إلى معاني محددة يلتقي عندها أفراد المجتمع (غير مؤكد)، ويعتمدون على دلالتها في تنظيم علاقاتهم والتعبير عن مشاعرهم، وقد عكف فريق من علماء اللغة على دراسة دلالات الألفاظ، وأسفرت جهودهم عن ظهور علم المعاني الذي يهدف إلى تخليص الفكر الإنساني من المغالطات اللغوية. والاتصال اللفظي يجمع بين الألفاظ المنطوقة والرموز الصوتية، فعبارة «أهلاً وسهلاً» يمكن أن تصبح ذات مدلولات أخرى بتغيير نبرة الصوت، ولا يخفى علينا أن هذا النوع من الاتصال لا يمكن أن يتم بمعزل عن طرق الأداء الأخرى الغير لفظية مثل الحركة.

### الاتصال الغير لفظي
يدخل ضمن هذا الإطار كل أنواع الاتصال التي تعتمد على اللغة الغير لفظية، ويطلق عليها أحياناً اللغة الصامتة، ويقسِّم بعض العلماء الاتصال الغير لفظي إلى ثلاثة لغات هي:
1. لغة الإشارة وهي تتكون من الإشارات البسيطة أو المعقدة التي يستخدمها الإنسان للاتصال بغيره.
2. لغة الحركة أو الأفعال وهي تتضمن جميع الحركات التي يأتيها الإنسان لينقل إلى الغير ما يريد من معاني أو مشاعر.
3. لغة الأشياء ويُقصَد بها ما يستخدمه مصدر الاتصال غير الإشارة والأدوات والحركة للتعبير عن معاني أو أحاسيس يريد نقلها للمتلقي.

و نذكر على سبيل المثال الملابس والأدوات الفرعونية التي تستخدم على المسرح والمقصود من استعمالها نقل الإحساس بالجو والزمان الفرعوني إلى المشاهدين لكي يعيشوا فيها طوال عرض المسرحية، وارتداء اللون الأسود في كثير من المجتمعات يُقصَد به إشعار الآخرين بالحزن الذي يعيش فيه من يرتدي الملابس السوداء. ويذهب راندال هاريسون إلى أن الاتصال الغير لفظي يمتد ليشمل تعبيرات الوجه والإيماءات والأزياء والرموز والرقص والبروتوكولات الدبلوماسية، ويقسم هاريسون الإشارات الغير لفظية إلى أربعة أنواع هي:
1. رموز الأداء: وتشمل حركات الجسد مثل تعبيرات الوجه، وحركات العيون والإيماءات وكذلك ما أطلق عليه «شبه اللغة» مثل نوعية الصوت، والضحك والكحة.
2. رموز اصطناعية: مثل نوع الملابس وأدوات التجميل والأثاث والمعمار والرموز المعبرة عن مكانة الإنسان.
3. رموز إعلامية: مثل نتيجة الاختيارات والترتيب والابتكارات من خلال استخدام وسائل الاتصال الجماهيرية مثل حجم البنط ونوع الصورة والألوان والظلال ونوع اللقطة التلفزيونية (بعيدة أو متوسطة أو مقربة) وكذلك أسلوب استخدام الموسيقى والمؤثرات الصوتية.
4. رموز ظرفية: تنبع من استخدامنا للوقت والمكان ومن خلال ترتيب المتصلين والأشياء حولهم مثل ترتيب جلوس الزوار حسب أهميتهم الاجتماعية أو تجاهل شخص نعرفه بطريقة متعمدة.[4]

### الاتصال الغير جماهيري
ويمكن أن يتضمن
1. الحديث
2. الإشارات
3. الاتصالات التليفونية
4. الرسائل البريدية
5. بعض استخدامات الإنترنت
6. الوسائط متعددة التفاعلية
7. المؤتمرات والندوات والاجتماعات

### الاتصال الجماهيري
هو عملية اتصال تقوم بها هيئات أو أفراد بهدف الوصول إلى عدد كبير جداً من الناس باستخدام وسيط مادي يُعرَف بوسائل الاتصال الجماهيري أو وسائل الإعلام، وقد تزايدت وسائل الاتصال الجماهيري مع تقدم الزمن، ونذكر منها:
1. الجرائد
2. الإذاعة
3. التليفزيون
4. الإنترنت
5. السينما
6. بودكاست
7. الهاتف
8. الشرائط بأنواعها (فيديو- كاسيت....)

#### وظائف وسائل الاتصال الجماهيرية
- الوظائف الفردية مقابل الوظائف المجتمعية [2]

لابد من التفريق بين الوظائف التي تحققها وسائل الإعلام للأفراد وبين الوظائف التي تحققها للمجتمع مع الأخذ بالاعتبار الأسئلة التي يمكن أن نطرحها عن وظائف وسائل الإعلام للفرد والمجتمع وما هي الإشباعات التي يبحث عنها الأفراد؟ وهل تساعد وسائل الإعلام في تحقيق الإشباعات التي يبحثون عنها؟ وهل تساعد وسائل الإعلام في تحقيق رغباتهم واحتياجاتهم؟ وبالنسبة للمجتمع فاهتمامنا هو كيف تحافظ وسائل الإعلام على استقرار المجتمع وثباته أو كيف تعمل على التغيير وما هو الدور الذي تؤديه تلك الوسائل في البناء الاقتصادي؟
- وظائف المحتوى مقابل وظائف الوسيلة لا بد أن يُمَيَّز بين المحتوى الذي تعرضه هذه الوسيلة وبين خصائص الوسيلة ذاتها فهناك بعض الوظائف ترتبط تماماً بمحتوى وسائل الإعلام ووظائف أخرى ترتبط بنوع الوسيلة المستخدمة أو بظروف الاستخدام وليس المحتوى.
- وظائف ظاهرة مقابل وظائف كامنة (مستترة) يجب التمييز بين وظائف الإعلام الظاهرة والوظائف الكامنة أوالمستترة.

الوظائف الظاهرة: هي الوظائف الظاهرة لوسائل الإعلام والتي ندركها تماما حين نستخدم هذه الوسائل مثل الأخبار والتثقيف والتعليم والتوجيه والترفيه والإقناع الوظائف الكامنة: هي الوظائف الخفية التي يعيها أو يدركها أو يفكر فيها عدد قليل من المتلقين.
- وظائف مقصودة مقابل وظائف غير مقصودة قد تحدث هذه الوظائف سواءً للمصدر أو للمتلقي، فقد يطور المصدر أو يبتكر رسائل بقصد معين وتؤدي هذه الرسائل وظائف مختلفة تماماً عما كان ينويه المصدر.

يختلف الاتصال الجماهيري عن غيره من أنواع الاتصال الأخرى من عده نواحي هي:
1. يعتمد الاتصال الجماهيري على التكنولوجيا أو وسائط النقل سواء كانت ميكانيكية أو إلكترونية مثل الصحف والمجلات والراديو والتلفزيون.
2. يعمل الاتصال الجماهيري على تقديم معاني مشتركة لملايين الأشخاص الذين لا يعرفون بعضهم البعض معرفة شخصية.
3. تتسم مصادر الاتصال بكونها ناتجة عن منظمات رسمية مثل الشبكات والسلاسل.[4]
4. تتسم وسائل الاتصال الجماهيري بالعمومية حتى تكون مقبولة ومفهومة من الجماهير المتعددة.
5. يُتَحَكَّمُ بالاتصال الجماهيري من خلال العديد من حراس البوابة الجماعية.
6. يكون رجع الصدى متأخراً في الاتصال الجماهيري عن غيره من أنواع الاتصال الأخرى سواءً كان رجع الصدى ناقصاً أم بطيئاً فإنه يقلل من فرصة التَّعرف على جدول الرسالة وتأثيرها بالنسبة للمرسل والمستقبل.

ويصنف بارنلند النماذج والخصائص تحت فئتين رئيسيتين وهما:
• النماذج البنائية التي تبرز الخصائص الرئيسية للحدث أو الظاهرة أي المكونات وعدد وترتيب الأجزاء للظاهرة التي نصفها.
• النماذج الوظيفية التي تسعى إلى تقديم صور مطابقة للأسلوب الذي يعمل بمقتضاه النظام، وهي نماذج تشرح طبيعة القوى أو المتغيرات التي تؤثر على النظام أو الظاهر.

وتخدم نماذج الاتصال أربعة أهداف رئيسية هي:
1. تنظيم المعلومات: فالنموذج يحاول إعادة خلق العلاقات التي يفترض وجودها بين الأشياء أو الظاهر الذي ندرسه وذلك في شكل رمزي أو مادي.
2. تطوير الأبحاث العلمية: فالنموذج يصور أفكار الشخص الذي قام ببنائه عن متغيرات المهمة في الظاهرة في شكل يتيح للمتلقي تحليل الأسلوب الذي تعمل بمقتضاه تلك المتغيرات.
3. التنبؤ: هناك علاقة قوية بين الفهم والتنبؤ وذلك بعد أن نفهم الظاهر سنحاول أن نستفيد من النتائج التي حصلنا عليها أي نستنتج من العلاقة الوظيفية التي اكتشفناها نتائج أخرى أو نحاول تطبيق ما توصلنا إليه على مواقف أخرى مشابهه.
4. التحكم: بعد التنظيم والفهم والتنبؤ نصل إلى الهدف الأخير من أهداف النموذج وهو التحكم وذلك من خلال محاولة السيطرة على الظواهر واستخدامها لصالح الإنسان.

وهناك مجموعة من الصعوبات تواجهنا عند وضع نماذج الاتصال وهي:
1. العمل على تجميد عملية الاتصال لكي نصف عناصرها أو مكوناتها.
2. إغفال بعض العناصر أو الفصل بين عناصر لا يمكن الفصل بينها في الواقع.
3. استخدام اللغة في الوصف واللغة نفسها عملية متغيرة من وقت إلى آخر.

ويمكن تقسيم نماذج الاتصال إلى نوعين رئيسيين هما:
- النماذج الخطية (أحادية الاتجاه).
- النماذج التفاعلية (ثنائية الاتجاه).

أولاً – النماذج الخطية (أحادية الاتجاه): ومثال على ذلك نموذج أرسطو فقد رأى أرسطو في كتابه فن البلاغة أن البلاغة (ويعني بها الاتصال) هي البحث عن جميع وسائل الإقناع المتاحة، وقد نظم أرسطو دراسته تحت العناوين الرئيسية التالية:
1. الخطيب (المُرسِل)
2. الخطبة (الرسالة)
3. المستمع (المتلقي)

ولأن الخطابة كانت الوسيلة الأساسية للاتصال السياسي في المدن الإغريقية فقد كان الإقناع الشفهي هو أقرب الشبه بالاتصال الذي نعرفه الآن.
ثانياً- النماذج التفاعلية (ثنائية الاتجاه) حين نصف أمراً على أنه عملية (في علم الإعلام) فنحن نعني بذلك أنه ليس له بداية ولا نهاية، فالعملية هي أي ظاهرة تتغير بشكل مستمر بمرور الوقت، والاتصال البشري ليس عملية واحدة بل هو مركب من العمليات أو القوى المعقدة والمستمرة التي تتفاعل في ظرف ديناميكي ليس له بداية ولا نهاية. ويجب النظر إلى الاتصال كعملية مع مراعاة العديد من الاعتبارات مثل: الجماعات واتجاهات الفرد والظروف الاجتماعية، ولا تقتصر المراعاة فقط على الرسالة الإعلامية كما كان الوضع وفقاً لنماذج الاتصال الخطية التي ترى فالاتصال عملية أحادية الاتجاه وليس عملية تفاعلية ثنائية الاتجاه.

## أهداف الاتصال الجماهيري
- إعلام (ماذا)
- تحليل (كيف)
- نقد (لماذا)
- حث على سلوك (الدعاية)
- ترفيه

## عوامل أصبحت تؤثر على الاتصال الجماهيري
- ثورة المعلومات
- ثورة الاتصالات
- الهيمنة الأمريكية
- الاتصال والدعاية

## أشهر نظريات الاتصال

### نظريات التأثير المباشر
- هارولد لازويل قال بنظرية الرصاصة السحرية أو الحقنة تحت الجلد.
- تفترض أن الأشخاص ليسوا إلا مجتمع جماهيري من مجموعة من الأشخاص المنعزلين (تأثرت بفكر فرويد).
- وسائل الإعلام تمثل فيه مصادر قوية للتأثير والناس يقبلونها ويفهمونها بشكل متماثل، كل شخص يتلقى المعلومات بشكل فردي، ويستجيب بشكل فردي.
- لم تكن نظرية واقعية بسبب التبسيط الشديد، وافتراض أن للإعلام تأثيرات عنيفة ومفاجئة.
- أهميتها أنها كانت بداية بحوث تأثير الإعلام.

وتسمى نظرية الأثار الموحدة باعتبار الرسائل الإعلامية كطلقات سحرية  بعد انتهاء كارثة الحرب العالمية الأولى، ظهر اعتقاد عام بالقدرة البالغة لوسائل الاتصال الجماهيرية بأن وسائل الإعلام قادرة على تكوين الرأي العام، وحمل الجماهير على تغيير رأيها إلى أي وجهة نظر يرغب القائم بالاتصال في نقلها. وكانت الفكرة الأساسية التي اعتمد عليها هذا الاعتقاد هي أن الرسائل الاعلامية تصل إلى جميع افراد المجتمع بطريقة متشابهة، وأن الاستجابات الفورية والمباشرة تأتي نتيجة للتعرض لهذه المؤثرات (الرسائل).
لقد اتضح أن الجماهير عبارة عن من ملايين القراء والمستمعين والمشاهدين، وهذه الجماهير مهيأة دائمًا لاستقبال الرسائل، وتمثل كل رسالة منبهًا قويا ومباشرًا يدفع المتلقي للاستجابة بالشكل الذي يحقق هدف القائم بالاتصال.
أ
ويذهب " جون بيتنز " إلى أن نظرية الآثار الموحدة تنظر إلى جماهير وسائل الاتصال الجماهيرية كمجموعة من الأشخاص غير المعروفين، لهم أنماط حياة منفصلة، ويتأثرون بشكل فردي بمختلف وسائل الاتصال التي يتعرضون لها، أي أنها تجربة فردية وليست تجربة جماعية، وكأن هذا القبول لفهم وسائل الإعلام يسمى بنظرية " الرصاصة السحرية أو " بنموذج " الحقنة تحت الجلد وتقوم هذه النظرية على افتراضيين أساسيين هما:
- أولا: أن الناس يستقبلون الرسائل الاتصالية بشكل مباشر وليس من خلال وسائل أخرى.
- ثانيا: أن رد الفعل اتجاه رسائل الاتصال يتم بشكل فردي، ولا يضع في الاعتبار التأثير المحتمل لأشخاص آخرين.

وكانت هذه النظرية «الآثار الموحدة» المبنية على آلية " المنبه والاستجابة، تبدو وسائل قوية وصحيحة تمامًا، خاصة في ظل الرأي الذي يرى أن الطبيعة الأساسية للإنسأن متشابهة، وقدد كأن يقال:
أن المؤثرات القوية كانت تقدم بشكل متشابه لأفراد الجماهير، وكانت هذه المؤثرات تمس الدوافع الداخلية والعواطف، أو الجوانب الأخرى التي يحظى بها الفرد بقدرة محدودة على السيطرة عليها بشكل إرادي وبسبب الطبيعة الموروثة عن هذه الآليات، كأن كل شخص يستجيب بشكل متشابه تقريبًا، وكانت النتيجة هي أنه أمكن تغير آراء أفراد الجماهير والتأثير عليهم من جانب المسؤولين عن وسائل الإعلام، خصوصًا من خلال استخدام المؤثرات العاطفية.
وهكذا كانت نظرية «الآثار الموحدة» أو «الطلقة السحرية» تعتمد تمامًا على النظريات العامة في مجال علم الاجتماع وعلم النفس وفقًا لتطورها حتى ذلك الوقت. فضلًا عن ذلك كأن هناك مثال واضح هو التأثير الهائل للدعاية خلال الحرب العالمية الأولى، ويبدوا أن هذه الدعاية كانت تقدم الدليل الصحيح على أن وسائل الإعلام كانت قوية على نفس النحو الذي وصفها به «لازويل» وصفًا دراميًا عندما استنتج انها كانت «المطرقة الجديدة وسندأن الترابط الاجتماعي» كما كانت هناك الحقائق التي لا تقبل الجدل على ما يبدوا، والناشئة عن اعلام جماهير ذلك الوقت بأن وسائل الإعلام قادرة على اقناع الناس بشراء السلع بكميات كبيرة وبشكل متنوع، وقد جاء هذا الاعتقاد إضافة إلى الايمان بقوتها العظمى.

### نظريات التأثير الانتقائي
أ‌* نظرية الاختلافات الفردية:
- تقول ببساطة أن الأشخاص المختلفون يستجيبون بشكل مختلف للرسائل الإعلامية وفقًا لاتجاهاتهم، وبنيتهم النفسية، وصفاتهم لموروثة أو المكتسبة.
- وسائل الإعلام تستقبل وتفسر بشكل انتقائي

```
وذلك بسبب اختلاف الإدراك الذي يفكر به كل شخص
```

- والذي يرجع إلى اختلاف التنظيم لدى كل شخص من المعتقدات، والقيم، والاتجاهات...
- ولأن الإدراك انتقائي فالتذكر والاستجابة انتقائيين.
- وبالتالي فتأثير وسائل الإعلام ليس متماثل

ب‌* نظرية الفئات الاجتماعية:
- الناس ينقسمون إلى فئات اجتماعية والسلوك الاتصالي يتشابه داخل كل فئة.
- موقع الفرد في البناء الاجتماعي يؤثر على استقباله.
- الفئة قد تتحدد بناء على: السن، الجنس، الدخل، التعليم، الوظيفة.
- أنماط الاستجابة تتشابه في داخل كل فئة
- لذا فتأثير وسائل الإعلام ليس قوي، ولا متماثل، ولكنه يختلف بتأثير الفئات الاجتماعية.

ت‌* نظرية العلاقات الاجتماعية:
- جمهور وسائل الإعلام ليسوا مجرد أفراد منعزلين، أو أفراد مجتمعين في فئات اجتماعية، ولكنهم مرتبطون ببعضهم البعض في اتحادات، وعائلات، ونوادي...
- دراسات على انتخابات الرئاسة الأمريكية عام 1940 أكدت أن المناقشات السياسية كأن لها أكبر الأثر على قرارات الناس أعلى من التعرض للراديو والصحافة.
- الذين يزيد تعرضهم لوسائل الإعلام يمكن أن يؤثروا في الأقل تعرضًا لها.
- العلاقات يجب أن توضع في الاعتبار.
- بدأت تلك النظرية تبعد جدا عن فكرة المجتمع الجماهيري والنظريات الأولي.

ومبدأ الانتقائية في ضوء الفروق الفردية جمهور وسائل الإعلام ليس جماعة متناسقة تصغي إلى الرسائل الاتصالية، وتتأثر بها بشكل مباشر وموحد مثل: الطلقات السحرية، وانما ظهر مبدأ الانتقائية الذي يشير إلى أن استخدام وسائل الإعلام يخضع للاعتبارات الفردية، وسمات شخصية، وظروفها الذاتية.
ويرى «جون بيتنر» أن تأثرنا بوسائل الاتصال الجماهيرية يخضع لعوامل انتقائية، حيث اشارت نتائج دراسات عديدة اننا نختار ما نعرض له من محتوى وسائل الاتصال وهذه العملية تسمى بالتعرض الانتقائي، وكذلك فأن ادراكنا للرسائل التي نتعرض لها يؤثر في طبيعة ردود افعالنا، وتعرف هذه العملية بالإدراك الانتقائي، وبسبب الإدراك الانتقائي فأن الفرد يتذكر فقط الجوانب التي تؤكد أفكاره وتتفق معها، فاذا كانت هذه الأفكار تختلف مع طبيعة شخصيته، فانه قد يلغيها من عقله تماما ولا يستعيدها، وتسمى هذه العملية بالتذكر الانتقائي، ونتيجة زيادة ميل وسائل الاتصال إلى التخصص في توجيه المحتوى الاعلامي، فأن ذلك يزيد من دائرة اختيارات الجمهور للوسائل الاعلامية والمحتوى الذي يتعرض له.
و بسبب الفوارق في العوامل المتصلة في المعرفة مثل الاهتمامات، والعقائد، والخلفيات، والحاجات، والقيم، فأن الافراد سوف يفسرون الرسائل الإعلامية بطرق مختلفة فأن المقال في جريدة أو في فيلم سينمائي، أو برنامج في الراديو التلفزيون يمكن أن يشاهده عدد من الافراد، وسيخلص كل منهم إلى تفسير مختلف نوعا ما بما تعرضوا اليه ويرمز الإدراك إلى النشاط النفسي الذي ينظم الافراد من خلاله التفسيرات ذات المغزى للمؤثرات أو المنبهات الحسيه التي يستقبلونها من بيئتهم. وتدفع التغيرات في هيكل المعرفة الافراد إلى تجميع نماذج مختلفة بمعنى، وتفسير أي نموذج للمؤثرات أو المنبهات لعرض اعلامي مثلا. ولذلك فأن أعضاء فئات اجتماعيه محدده من من يدعمون سلوكيات خاصه سينسبون نماذج مميزه المعنى إلى موضوع اعلامي محدد. فالسود قد يفسرون القضايا الاجتماعية بشكل مختلف عن البيض.
ويتأثر الإدراك الانتقائي أيضا بالعلاقات الاجتماعية، وفقد يفسر الاباء من لديهم أطفال برنامج تلفزيونيا يتناول العنف أو الجنس بشكل مختلف عن ما يفعله من ليس لديهم أطفال وهكذا فأن قاعده الإدراك الانتقائي هي أن من لديهم صفات نفسيه متميزة، وتوجهات سلوكيه خاصه بفئات اجتماعيه محدده سوف يفسرون نفس المضمون الاعلامي بأساليب مختلفة.
لقد ارتبط الإدراك الانتقائي بهذي المجموعات من المتغيرات في الآلاف الدارسات الموضوعية التي اجراها علماء الاجتماع، وهو واحده أهم العوامل لفهم نظريات التأثير الانتقائي.

### نظريات التأثير غير المباشر
أ‌* نظرية التأثير المعتمد على تقديم النموذج: تقول أن تعرض الفرد لنماذج السلوك التي تعرضها وسائل الإعلام تقدم للفرد مصدر من مصادر التعلم الاجتماعي، مما يدفعه لتبني هذه النماذج في سلوكه اليومي. (الحلم الأمريكي من خلال السينما- فتيات الإعلانات)
ب‌* نظرية المعنى: يمكن لوسائل الإعلام أن تقدم معانٍ جديدة لكلمات اللغة، وتضيف عناصر جديدة للمعاني القديمة. وبما أن اللغة عامل حاسم في الإدراك والتفسير والقرارات فإن وسائل الإعلام يصبح لمن ها دور حاسم في تشكيل السلوك بشكل غير مباشر. (الثورة- النكسة- الفتح العربي)
ت‌* نموذج الحاجات والإشباعات: وتقول تلك النظرية أن جزءًا هامًا من استخدام الناس لوسائل الإعلام موجه لتحقيق أهداف يحددها الأفراد، وهم يقومون باختيار وسائل إعلامية معينة لإشباع احتياجاتهم مثلما قال مارك ليفي هناك 5 أهداف من استخدام الناس لوسائل الإعلام (مراقبة البيئة- التوجه المعرفي- عدم الرضا- التوجه العاطفي- التسلية)

### نظريات الاتصال الإقناعي
أ‌* النموذج النفسي:
- يعتمد على نظرية الاختلافات الفردية
- الرسالة الفعالة هي التي تتمكن من تحويل البناء النفسي للفرد بشكل يجعل الاستجابة المعلنة متفقة مع موضوع الرسالة.
- النموذج هو: الرسالة الإقناعية ---- تغير أو تنشط العمليات النفسية الكامنة---- تحقق السلوك الظاهر المرتبط بالعمليات النفسية
- خطواتها:

1. وصول الرسالة للشخص،
2. قبوله لها ليفكر فيها،
3. تقييمه للأهداف التي سيحققها من تنفيذه للسلوك،
4. اختيار القيام بالسلوك

ب‌* النموذج الثقافي الاجتماعي:
- يعتمد على نظرية الفئات الاجتماعية والعلاقات الاجتماعية
- من الصعب تفسير سلوك الأفراد بناء على المتغيرات النفسية وحدها لأنهم دوما يتصرفون داخل سياق اجتماعي
- النموذج هو: الرسالة الإقناعية ---- تحدد أو تعيد تحديد العملية الثقافية---- تشكل أو تغير معايير السلوك المتفق عليها داخل الجماعة---- تحقق تغير في اتجاه السلوك المعلن.
- لابد من مراعاة أن: هناك مجتمعات ذات نظم ثقافية قاسية توجه الفرد وتقدم له بناء كامل للحقيقة، وهناك مجتمعات أخرى على النقيض، تتاح فيها الفرصة أمام الأفراد لتحديد استجاباتهم الخاصة نحو الأفكار الجديدة.

### التفسير الشامل لتأثير وسائل الإعلام
نظرية الاعتماد المتبادل بين الجمهور ووسائل الإعلام والمجتمع
- لابد من وضع ثلاثة عناصر محورية في الاعتبار عند التحدث عن تأثير وسائل الإعلام: أولا: المحيط العامأو يطلق عليه النظام الاجتماعي، ثانيا: دور وتأثيروسائل الإعلام في هذا النظام، ثالثا: مدي علاقة الجمهور بوسائل الإعلام.
- استخدام وسائل الإعلام لا يتم بمعزل عن تأثيرات النظام الاجتماعي السائد، وطريقتنا في التعامل مع تلك الوسائل تتأثر بما نتعلمه من المجتمع في الماضي، وبما يحدث في اللحظة التي نستقبل فيها الرسالة.
- تحدث وسائل الإعلام في هذا السياق 3 أنواع من التأثيرات:

1. التأثيرات المعرفية: إزالة الغموض- وضع الأجندة- زيادة نظم المعتقدات القيم والسلوكيات
2. التأثيرات الوجدانية: الحساسية للعنف (حرب الخليج)- المخاوف (إعدام صدام على الهواء)- الاغتراب
3. التأثيرات السلوكية: الحركة والفعل أو فقدأن الرغبة في الحركة والفعل وهما من نتاج التأثيرات المعرفية والوجدانية. مهم لاستيعاب دورنا. (الإعلأن لا يهدف فقط إلى تقديم المعرفة بقدر ما يهدف لإثارة رد فعل أو سلوك) فاروق بن سعدي.
4. التأثيرات العقلية:

لا بد أن يكون الإقناع المرسل من وسائل الإعلام باشكالها السمعية والمرئية يكون مقنعًا لدى المتلقي ولكي تصل هذه الوسائل إلى مرحلة ثقة الجمهور فانها بعدها تفرض سيرطة عقلية عليه ويكون هو بدوره عاطقيًا عليها حتى ولا لم تكون على بينة.

## نظريات الاتصال وصناعة القرار نظريات الاتصال وصناعة القرار
تختلف عملية الاتصال مع تعدد المجتمعات الحادثة فيها حيث أنها تتأثر بالقيم والمتغيرات، السياسية والاقتصادية والاجتماعة والثقافية ومن ثم فأن فعالية وسائل الأتصال تتغير في المجتمعات طبقأ لهذه المتغيرات وبذلك اختلفت روى ومذاهب وافكار القائيمن بعملية الاتصال والدارسين لهاوكأن لذلك الاختلاف اثره في تعدد هذه المذاهب ونشؤ النظريات المفسر لهذا الاختلاف حيث مازالت هناك أربعة نظريات تسيطرعلى وسائل الاتصال أو الإعلام وتحدد من طبيعة النظام الاعلامي فيها وتوصف في بعض التراث الاعلامي والاتصالي بنظم أو نظريات الاتصال أو الإعلام وهي النظرية السلطوية، النظرية الشوعية، النظرية الليبرالية، نظرية المسئولية الاجتماعية) وهي تشير الي طبيعة الصراع الحاصل بين السلطة والمجتمع ودور وسائل الإعلام أو الاتصال في ذلك وقد وجدت هذه النظريات كحل لاشكالية المتعلقة حول حرية الإعلام والمسؤلية الاجتماعية لوسائل الاعلام، ومع تطور وسائل الاتصال الجماهيري واهتمام العلماء والباحثين في جمع وتنظم المعلومات والبيانات المستقاة من هذا التطورحيث اوجدوا مجموعة من النماذج المحتملة لتفسير عملية الاتصال وكانت هذه النماذج: «النماذج: عبارة عن بناء صوري أو رياضي للعلاقة بين العناصر والمتغيرات التي نقوم بدراستها»،  نقطة انطلاق لاستخلاس تفسيرات نظرية: «النظرية: هي تحديد نهائي للعلاقة بين الحقائق والمتغيرات، تقدم تفسيرأللظاهرة وتتوقع اتجاه الحركة فيها»،  وبذلك بدأت حركة ودراسات الباحثين تنشط خلال نهايات القرن التاسع عشرو القرن العشرين ومن ثم اثمرت هذه الدراسات عن ظهور مدارس أو نظريات الإعلام أو الاتصال (منها الامبريقية، النقدية، الحتمية التكنولوجية، وترتيب الأوليات، دوامة الصمت، مولس الثقافية، فجوة المعرفة) وقد فسرت هذه النظريات بنأ على تأثير وسائل الاتصال الجماهيري: «الصحافة، الإذاعة، التلفاز، الانترنيت، المسرح، السينما، الموبايل» على المتلقي أو المتسلم أو الجمهور حيث أصبحت هذه النظريات بنماذجها المختلفة ضرورة في تحديد خيارات وصناعة القرار لكلا طرفي عملية الاتصال المرسل أو القائم بالاتصال أو رجل الدعاية والطرف الآخر المستقبل أو الجمهور.

## العرض
خلال مدة العشرينيات من القرن الماضي وأوائل الثلاثينات تطور الاهتمام بوسائل الإعلام بوصفها موضوعات للبحث حيث بدأت الدراسات العلمية المنتظمة تدرس أثر محتوى الاتصال على أنواع معينة من الناس، حيث أخذت الأفكار والمعلومات والبيانات عن الاتصال الجماهيري لتختبر بدقة لمعرفة صحة هذه الاكتشافات والمعلومات تجريبياً ومن ثم بدأ الاتصال الجماهيري يكتسب العديد من البيانات (بشكل متزايد) التي تمكننا من استنباط العديد من المفاهيم والافتراضات.

## أنواع نظريات الاتصال

### نظرية المجتمع الجماهيري
تعد نظرية المجتمع الجماهيري من أوائل نظريات الاتصال، ظهرت في بداية القرن العشرين حيث تغيرت صورة المجتمع الذي كان سائداً في القرن التاسع عشر: «مجتمع تقليدي يرتبط فيه الناس ارتباطاً وثيقاً إلى مجتمع يتميز بتعقيد أكبر حيث يتسم أفراده بالعزلة النفية عن الآخرين ويود انعدام المشاعر الشخصية عن التفاعل مع الآخرين حيث يتحررون فيه من الالتزامات الاجتماعية».
بعد الحرب العالمية الثانية بدأت تظهر الرغبة في إنشاء علم للاتصال مستقلا عن باقي العلوم الإنسانية الأخرى (علم الاجتماع، علم النفس....) حيث انقسم الباحثين المهتمين بعلم الاتصال إلى مدرستين فكريتين كبيرتين للاتصال هما المدرسة الامبريقية والمدرسة النقدية.

### #النظرية الامبريقية
«المدرسة الامبريقية بقيادة ج. لازر سفيلد وهي تتميز بالمنهج الكمي والوظيفي والوصفي، وتهتم بالجانب الإداري لعملية الاتصال وتركز على وظائف الاتصال وعلى مساعدة رجال الأعمال على فرض نفوذهم وخدمة الثقافات المهيمنة واهمالها للمحيط التاريخي والثقافي».

### #النظرية النقدية
«المدرسة لنقدية بقيادة قدما مدرسة فرانكفوت الألمانية من امثال هور كايمر وادرنو وماركيوز وفروم وهذه المدرسة تعطي الأولوية في تحليلهم للمحيط الثقافي والاجتماعي الذي تتم فيه عملية الاتصال وقد تأثرت بالفكر الماركسي وهم يعتمدون على البحث النظري المجرد الخالي من المعطيات الموضوعية وقد تفرعت هذه المدرسة إلى اتجاهات مختلفة منها أصحاب اتجاه الاقتصاد السياسي والاتجاه اللشمولي والاتجاه الثقافي النقدي والاتجاه الإمبريالي الثقافي».
قسم الباحثون وعلماء الاتصال النظريات الابريقية إلى خمسة أنواع هي:

### نظرية التأثير المباشر (وتسمى نظرية الحقنة تحت الجلد أو نظرية الرصاصة السحرية)
«سادت هذه النظرية خلال العقود الأولى من القرن العشرين نظرة ترى أن لوسائل الاتصال الجماهيري نفوذأ وقدرة على احداث التأثير بصورة مباشرة على أساس أن الرسالة تشكل عنصرأ قويأ في ذلك التأثير كم أن افراد الجمهور سلبين في تعرضهم للوسائل وفي تعاملهم مع المضمون ولهم الاستعداد لتقبل الأفكار والمعاني بمجرد وصولها إليهم».

### نظرية الاستخدامات والاشباعات (وتسمى نظرية الاستعمالات والرضا)
«تهتم هذه النظرية بدراسة الاتصال الجماهيري درسة وظيفية منظمة وهي ترى أن الجماهير فعالة في انتقاء افرادها لرسائل ومضمون مفضل من وسائل الإعلام وهي جاءت كرد فعل لمفهوم قوة الإعلام الطاغية».

### نظرية انتشار الابتكارات
«وهي تفترض أن تدفق الاتصال يتم على مراحل وهويسمح بالمزيد من الاحتمالات المعقدة لتدفق الاتصال إذا انه يرى أن تدفق المعلومات ينساب عبر افراد عديدين وأن قنوات الاتصال تكون الكثر فعالية في زيادة المعرفة حول المبتكرات».

### نظرية الإنماء الثقافي (وتسمى أيضا بالغرس الثقافي)
«ظهرت هذه النظرية في أمريكا خلال عقد السبعينيات كمنضور جديد لدراسة اثر وسائل الاعلام.تقول هذه النظرية، أن مداومة التعرض للتلفاز ولفترات طويلة ومنتظمة تنمي لدئ المشاهد اعتقادأ بأن العالم الذي يراه على شاشة التلفاز أن هو الاصورة من العالم الواقعي الذي يحياة، وهذه النظرية مرتبطة بالجهود التي طورها الباحث الأمريكي جورج جربنر».

### نظرية التبعية (الاعتماد على وسائل الاعلام)
«محور هذه النظرية أن الجمهور يعتمد على معلومات وسائل الإعلام ليحقق حاجاته ويحصل على أهداف معينة، والنقطة الهامة في هذه النظرية بأن وسائل الإعلام ستؤثر في الناس إلى درجة التي فيها يعتمدون على معلومات تلك الوسائل، وتركز هذه النظرية على العلاقات بين النظم –المعلومات الصغرى والمتوسطة والكبيرة ومكوناتها».

### نظرية الحتمية التكنولوجية
ترجع هذه النظرية إلى جهود العالمان مارشال ماكلوهأن وهاورد أنيس حيث ركزا في تحليل عملية الاتصال على التكنولوجية المستعملة في وسيلة الاتصال التي تفرض هيمنتها في كل مرحلة تاريخية، حيث عد ماكلوهأن (الوسيلة هي الرسالة) «أن مضمون أي وسيلة هو دائمأ وسيلة أخرى، حيث يرى أن مضمون الاتصال غير ذي علاقة بالتأثير، فالذي يجعل هناك فرقأ في حياة الناس انما هي الوسائل السائدة في عصرأ ما وليس مضمونها».

### نظرية ترتيب الأولويات (وضع الأجندة)
ترجع أصول هذه النظرية (لبحوث ترتيب الأولويات إلى والتر ليبمان من خلال كتابه بعنوان الرأي العام حيث يرى ليبمان أن «وسائل الإعلام تساعد في بناء الصورة الذهنية لدى الجماهير وفي كثير من الأحيأن تقدم هذه الوسائل (بيئات زائفة) في عقول الجماهير وتعمل وسائل الإعلام على تكوين الرأي العام من خلال قضايا التي تهم المجتمع، وقد تُجُوهِلَت هذه النظرية تمامأ في الأربعينات والخمسينيات من القرن العشرين».

### نظرية دوامة الصمت
«طورت هذه النظرية الباحثة الألمانية اليزابيث نويل –نيومان عام 1974، تعتمد هذه النظرية على افتراض رئيسي فحواه أن وسائل الإعلام حين تتبنى آراء أو اتجاهات معينة خلال فترة من الزمن فأن معظم الافراد سوف يتحركون في الاتجاه الذي تدعمه وسائل الإعلام، وبالتالى يتكون الرأي العام بما يتسق مع الأفكار التي تدعمها وسائل الإعلام».

### نظرية مولس الثقافية
وهي تعود إلى أفكار أ. مولس التي تعد طرحأ متميزأ حول العلاقة بين وسائل الاتصال والمجتمع، ويرى صاحبها بأن «وسائل الاتصال تحول الثقافة عن طريق ما يسميه (بالثقافيات) أو الفسيفساء الثقافية، حيث تنتقل الثقافيات من المبدعون_العلماء، الأدباء، الفنانون، الذين يخترعون الأفكار الجديدة المعبر عنها بالثقافيات تنتقل لاحقأ لمختلف الجماعات وتشمل قائمة لا متناهية تبدأ بوصفة طبخ وتنتهي باعقد الاكتشافات العلمية ويمثل كل ذلك قاعدة جماهيرية حيث تلعب وسائل الاتصال دورأ كبيرأ في الثقافة الحديثة».

### نظرية فجوة المعرفة
«تقوم هذه النظرية على فكرة التباين الموجود بين الافراد والجماعات في المعرفة واثر التعرض لوسائل الاتصال الجماهيرية في زيادة أو خلق هذا التباين، وعرفت هذه النظرية من خلال الفروض التي وضعهاتيتسينيور ووزملاؤه ويرون فيه أن تزيد انسياب المعلومات في النظام الاجتماعي والاقتصادي الأعلى نوالتى تميل إلى اكتساب المعلومات أكثر وبين الفئات ذات المستوى الأقل».

## أنظر أيضا
- تماس
- تنظيم الوقت